# Wielki Bacuch
Wielki Bacuch, Wielki Bacug – strome północno-zachodnie zbocza Grzybowca w Tatrach Zachodnich, opadające do Doliny Strążyskiej. Od południowego wschodu sąsiaduje z Małym Bacuchem, zaś od strony północnej jego zbocza opadają do Doliny Grzybowieckiej. Dawniej wypasano tutaj owce i bydło, a przez górali zwany był Bacuchem, Bacufem, Bacukiem. Zdaniem Mariusza Zaruskiego nazwa Bacug pochodzi od niemieckiego słowa Bahnzug. Na początku XVI w. prowadzili bowiem tutaj i w okolicach Giewontu prace niemieccy górnicy. Według Wielkiej encyklopedii tatrzańskiej prawidłowa nazwa to Wielki Bacuch, pochodzenie nazwy jest nieznane. Obecnie jest to rejon porośnięty lasem i niedostępny turystycznie.